# Alexeï Boutakov
Pour les autres membres de la famille, voir Famille Boutakov.
Alexeï Ivanovitch Boutakov (en russe : Алексей Иванович Бутаков), né le 19 février 1816 et décédé le 28 juin 1869, est un amiral russe, commandant en chef de la Marine impériale de Russie. Il fut l'un des premiers explorateurs de la mer d'Aral.

## Famille
Il est le fils du vice-amiral Ivan Nikolaïevitch Boutakov.
Ses quatre frères firent carrière dans la Marine impériale de Russie :
- Grigori Ivanovitch Boutakov (1820-1882), l'un des réformateurs de la Marine impériale de Russie après la Guerre de Crimée ;
- Ivan Ivanovitch Boutakov, auteur de deux tours du monde sur la frégate Pallada, voyages narrés par l'écrivain russe Ivan Alexandrovitch Gontcharov.

## Mariage
En 1853, Alexeï Ivanovitch Boutakov épousa Olga Nikolaïevna Bezobrazova (1830-1903).

## Biographie

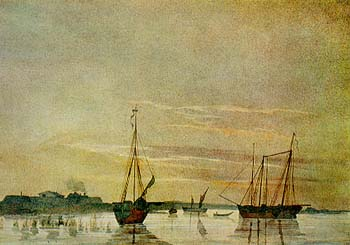
Bateau de l'expédition de la mer d'Aral d'après l'œuvre de Taras Grigorovitch Cheventchenko

Très jeune, Alexeï Ivanovitch Boutakov apprit la vie militaire à bord des navires, son père, Ivan Nikolaïevitch Boutakov l'emmena avec lui, il enseigna à son fils le métier de marin. En 1828, au grade de garde-marine (grade en vigueur dans la Marine impériale de Russie de 1716 à 1917), Alexeï Ivanovitch Boutakov sortit diplômé du Corps naval des Cadets.
En 1832, après la fin de ses études à l'École navale, Alexeï Ivanovitch Boutakov commença sa carrière dans la Marine impériale de Russie. De 1835 à 1837, il servit en mer Baltique sur le Ceres, les frégates Urania et Bellona. En 1838, il fut élevé au grade de lieutenant de marine (capitaine de vaisseau), chaque année, il voyagea en mer Baltique et dans le golfe de Finlande. En 1840, sur le navire de transport Abo (Або), il prit part à une expédition très éprouvante pour les membres d'équipage. Parti de Kronstadt, il passa le cap de Bonne-Espérance, se rendit au Kamtchatka puis au Cap Horn, il fut de retour à Kronstadt en 1842.
Démontrant de grandes compétences, Alexeï Ivanovitch Boutakov fut remarqué par l'amiral Faddeï Faddeevitch Bellingshausen, gouverneur militaire de Kronstadt. En 1843, grâce à l'appui de l'amiral, il put servir sur le Brien et sur le brick Agamemnon (Агамемнон), le Département du Ministère de l'armée lui confia le transport d'une cargaison de poudre de Saint-Pétersbourg à Riga. En 1846, Alexeï Ivanovitch Boutakov rejoignit l'amiral Faddeï Faddeevitch Bellingshausen dans le golfe de Finlande, quelque temps plus tard, il fut nommé commandant du navire à voiles Radouga.
En 1848, Alexeï Ivanovitch Boutakov fut nommé à la tête d'une expédition chargée d'étudier la mer d'Aral. La goélette Konstantin construite pour ce voyage d'études emportait 27 personnes dont le poète et peintre ukrainien Taras Grigorovitch Cheventchenko (1814-1861). À la fin du mois d'août 1849, les descriptions de la mer d'Aral débutèrent, de nombreuses études hydrographiques sur cette mer furent effectuées (excepté sur sa partie orientale) : sa profondeur, une étude complète sur l'île Barsa-Kelmes, le groupe d'îles de Vozrojdenia dont l'île de la Renaissance fut examiné. Les études relatives à l'astronomie, à la météorologie, à la botanique, à la géologie et une collection de minéraux furent envoyés à l'Institut Mining (Cette École technique supérieure fut fondée le 4 novembre 1773) à Saint-Pétersbourg). Le 27 janvier 1849, Alexeï Ivanovitch Boutakov fut admis à la Société géographique russe (Fondée en 1845 à Saint-Pétersbourg par le navigateur russe Fiodor Petrovitch Litke (1797-1882), en outre, pour ses travaux d'études en mer d'Aral, il reçut l'Ordre de Saint-Vladimir (4e classe).
En 1850, sur la base des travaux d'Alexeï Ivanovitch Boutakov, la première carte marine de la mer d'Aral fut publiée par le Département hydrographique de la marine. La même année, Alexeï Ivanovitch Boutakov fut envoyée en Suède afin de commander deux navires destinés à la flotte de la mer d'Aral. En 1852, les bateaux à vapeur Perovski (Перовский) et Obroutchev (Обручев) furent envoyés à Raïmskoe (ru) au Kazakhstan, ils jouèrent un rôle important dans l'étude de la mer d'Aral.
En 1853, placé à la tête de la flotte de la mer d'Aral, Alexeï Ivanovitch Boutakov entreprit une nouvelle expédition en mer d'Aral, dans le même temps, il prit part à la conquête des pays de l'Asie centrale (le Kazakhstan, le Kirghizistan, le Tadjikistan, le Turkménistan, l'Ouzbékistan, le khanat Kokand, Tachkent). La même année, il participa à la prise de la forteresse de Kokand et de la mosquée Ak. En récompense, il reçut l'Ordre de Sainte-Anne (2e classe). Le 30 août 1855, il fut promu capitaine 2e rang (grade correspondant à celui de lieutenant-colonel dans l'infanterie ou l'armée de l'air). La même année, Alexeï Ivanovitch Boutakov s'installa à Kazalinsk (en) et fit une description très détaillée de l'embouchure de la Syr-Daria. En 1857, il prit part à la guerre contre les Kirghizes révoltés, son comportement dans ce conflit lui valut le grade de capitaine 1er rang (6 juin 1857) (grade correspondant à celui de colonel dans l'infanterie ou l'armée de l'air). De 1858 à 1859, il est sur le bateau à vapeur Perovski (Перовский) (où se trouvent également à bord Alexandre Mojaïski et Otto Wilhelm von Struve), il remonte l'Amou-Daria jusqu'à Kungrad (ville située au nord-ouest de l'Ouzbékistan). En 1859, il apporta son aide à l'installation de l'ambassade russe à Khiva (ville de l'Ouzbékistan), il reçut l'Ordre de Sainte-Anne (2e classe avec couronne impériale). La même année, il apporta son soutien à Bekou-Mahomet Fanou dans sa répression menée contre un soulèvement dirigé contre le khan de Khiva, le capitaine 1er rang força ceux-ci à se rendre. Puis il reprit ses études scientifiques, il fit un inventaire détaillé du delta de l'Amou-Daria remontant jusqu'à Noukous. En 1860, il fut rappelé à Saint-Pétersbourg puis envoyé en Angleterre et aux États-Unis pour la commande de deux navires, des quais flottants et des barges destinés à la flotte de la mer d'Aral. En 1862, les navires à vapeur Aral et Syrdarya furent lancés à Kazalinsk.
En 1864, de retour à Saint-Pétersbourg, Alexeï Ivanovitch Boutakov continua son service en mer Baltique, en 1866, il fut décoré de l'Ordre de Saint-Vladimir (3e classe). Le 5 octobre 1867, il fut promu amiral, de plus, le commandement d'un groupe de navires en Méditerranée lui fut confié. En 1868, il fut nommé au poste de commandant en chef du port de Saint-Pétersbourg, en outre, il se vit attribué l'Ordre de Saint-Stanislas (1re classe).
Après ses études en mer d'Aral, Alexeï Ivanovitch Boutakov fut élu membre honoraire de la Société géographique de Berlin et reçut l'Ordre de l'Aigle Rouge, en 1867, pour ses études de la mer d'Aral et de l'embouchure de l'Amou-Daria, il reçut la médaille d'or de la Société géographique de Londres.

## Décès
Alexeï Ivanovitch Boutakov décéda en Allemagne le 28 juin 1869.

## Distinctions
- Ordre de Saint-Vladimir (4e classe) ;
- 1854 : Ordre de Sainte-Anne (2e classe) ;
- Ordre de l'Aigle Rouge (3e classe) ;
- 1859 : Ordre de Sainte-Anne (2e classe - avec couronne impériale) ;
- 1865 : Ordre de Saint-Olaf ;
- 1866 : Ordre de Saint-Vladimir (3e classe) ;
- 1868 : Ordre de Saint-Stanislas (1re classe).

## Sources
- (ru) Cet article est partiellement ou en totalité issu de l’article de Wikipédia en russe intitulé « Бутаков, Алексей Иванович » (voir la liste des auteurs).